# Ampflwanger Bahn
| Streckenlänge: | 10,512 km            |                                |                                |
| Spurweite: | 1435 mm (Normalspur) |                                |                                |
| Maximale Neigung: | 19 ‰                 |                                |                                |
| Minimaler Radius: | 140 m                |                                |                                |
| Streckengeschwindigkeit: | 30 km/h              |                                |                                |
| |                      |                                |                                |
| \| \| \| Westbahn von Wien \| \| \| \| 0,000 \| Timelkam \| 450 m ü. A. \| \| \| \| Westbahn nach Salzburg \| \| \| \| \| Anschlussbahn der Energie AG \| \| \| \| 0,249 \| Infrastrukturgrenze ÖBB / ÖGEG \| Infrastrukturgrenze ÖBB / ÖGEG \| \| \| 0,480 \| Timelkam Energie AG \| 450 m ü. A. \| \| \| 0,783 \| Vöckla (27,17m) \| Vöckla (27,17m) \| \| \| 4,195 \| Aumühle \| Aumühle \| \| \| 4,210 \| EK23 mit Bezirksstraße \| EK23 mit Bezirksstraße \| \| \| 5,354 \| Puchkirchen \| Puchkirchen \| \| \| 6,710 \| Wolfsdoppl \| Wolfsdoppl \| \| \| 8,840 \| EK48 mit B143 \| EK48 mit B143 \| \| \| 9,431 \| EK53 mit B143 \| EK53 mit B143 \| \| \| 10,100 \| Ampflwang Museum \| Ampflwang Museum \| \| \| 10,458 \| Ampflwang \| 566 m ü. A. \| \| \| 10,735 \| EK Bahnhofstraße \| EK Bahnhofstraße \| \| \| 10,761 \| Streckenende \| Streckenende \| |                      |                                |                                |
| Strecke |                      | Westbahn von Wien              | Westbahn von Wien              |
| Bahnhof | 0,000                | Timelkam                       | 450 m ü. A.                    |
| Abzweig geradeaus und nach links |                      | Westbahn nach Salzburg         | Westbahn nach Salzburg         |
| Abzweig geradeaus und nach links |                      | Anschlussbahn der Energie AG   | Anschlussbahn der Energie AG   |
| Wechsel des Eisenbahninfrastrukturunternehmens | 0,249                | Infrastrukturgrenze ÖBB / ÖGEG | Infrastrukturgrenze ÖBB / ÖGEG |
| Haltepunkt / Haltestelle | 0,480                | Timelkam Energie AG            | 450 m ü. A.                    |
| Brücke über Wasserlauf | 0,783                | Vöckla (27,17m)                | Vöckla (27,17m)                |
| ehemaliger Haltepunkt / Haltestelle | 4,195                | Aumühle                        | Aumühle                        |
| Bahnübergang | 4,210                | EK23 mit Bezirksstraße         | EK23 mit Bezirksstraße         |
| ehemaliger Bahnhof | 5,354                | Puchkirchen                    | Puchkirchen                    |
| ehemaliger Haltepunkt / Haltestelle | 6,710                | Wolfsdoppl                     | Wolfsdoppl                     |
| Bahnübergang | 8,840                | EK48 mit B143                  | EK48 mit B143                  |
| Bahnübergang | 9,431                | EK53 mit B143                  | EK53 mit B143                  |
| Haltepunkt / Haltestelle | 10,100               | Ampflwang Museum               | Ampflwang Museum               |
| Dienststation / Betriebs- oder Güterbahnhof | 10,458               | Ampflwang                      | 566 m ü. A.                    |
| Bahnübergang | 10,735               | EK Bahnhofstraße               | EK Bahnhofstraße               |
| | 10,761               | Streckenende                   | Streckenende                   |

Die Ampflwanger Bahn ist eine normalspurige Eisenbahnstrecke in Oberösterreich. Mit einer Länge von 10,5 km wurde sie als Industriebahn von der Wolfsegg-Traunthaler Kohlenwerks AG genutzt, bis sie stillgelegt wurde. Seit 1996 wird von der Österreichischen Gesellschaft für Eisenbahngeschichte auf der damaligen Strecke eine Museumsbahn betrieben.

## Geschichte

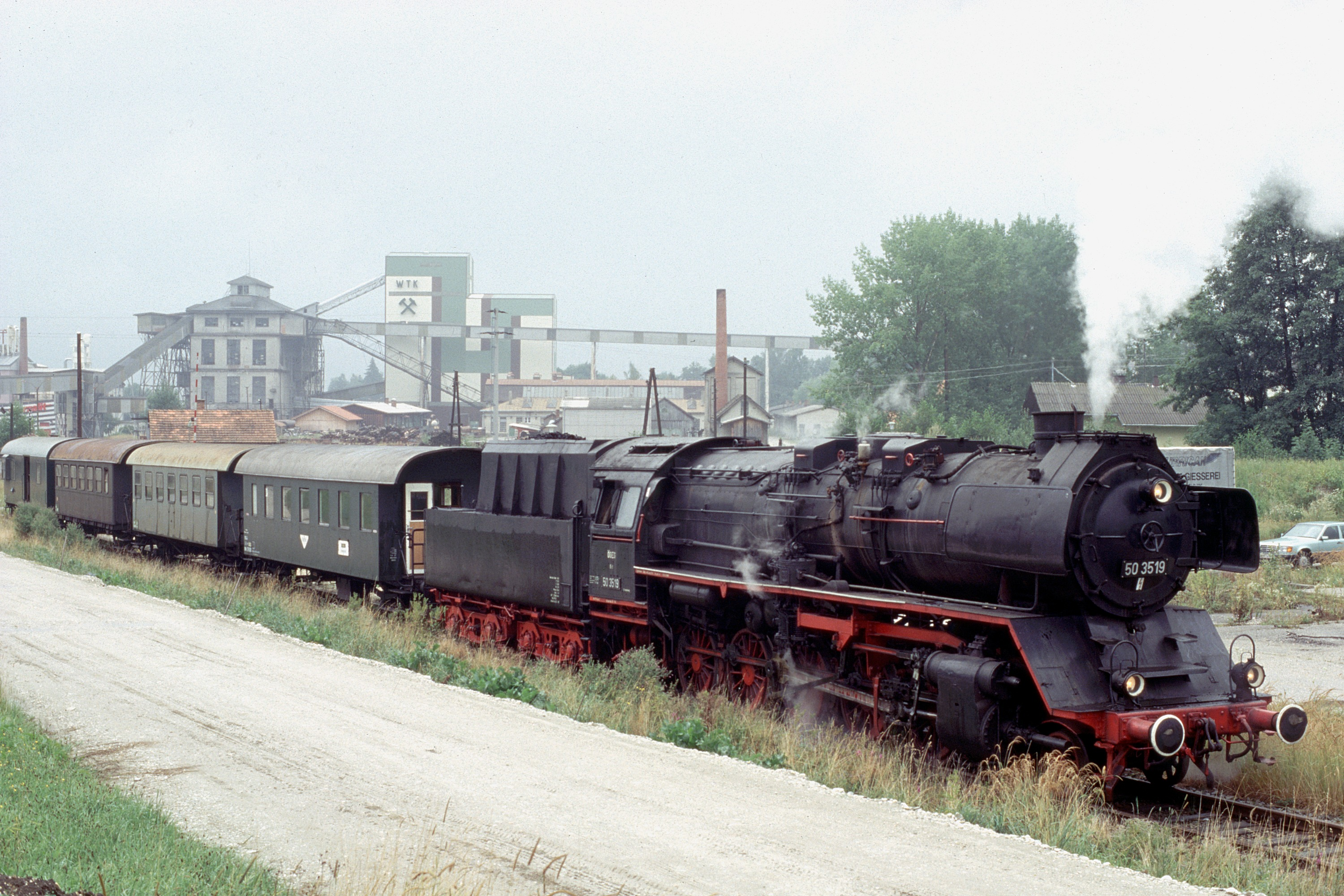
Einer der ersten ÖGEG-Sonderzüge im Sommer 1995, die Anlagen des Bergbaus sind noch vollständig intakt.

Im Jahr 1920 wurde die Kohlenschleppbahn der „Industriebahn Timelkam – Ampflwang Ges.m.b.H.“, unter der Bauleitung der Gmundner Firma Stern & Hafferl, mit einer Spurweite von 600 mm errichtet. Zweck der Bahn war der Transport der im Kohlenrevier Ampflwang geförderten Braunkohle ins Kraftwerk Timelkam der OKA. Die Strecke begann beim Kilometer 253,0 des Bahnhofs Timelkam und verließ die BBÖ-Trasse bei Kilometer 253,7. Nach einem Rechtsbogen wurde auf einer 16 Meter langen Holzbrücke die Vöckla überquert, anschließend verlief die Trasse nordwärts nach Ampflwang. Der kleinste Radius betrug 75 Meter, die maximale Steigung 40 Promille, der höchste Achsdruck 3,5 t und die Höchstgeschwindigkeit war auf 15 km/h begrenzt. Als Triebfahrzeuge wurden ehemalige k.u.k. Heeresfeldbahn-Dampflokomotiven der Reihe R IIIc verwendet.
Da die Bahn allerdings schon nach wenigen Jahren an ihrer Kapazitätsgrenze angelangt war, wurde sie 1924 auf Normalspur umgebaut, wobei Steigungen auf 19 Promille gesenkt und Kurvenhalbmesser auf 180 Meter erweitert wurden. Die Brücke über die Vöckla wurde durch eine Eisenkonstruktion mit einer Länge von 27 Metern ersetzt.
Am 2. Februar 1943 genehmigte der Reichsbahnbevollmächtigte der Bahnaufsicht, aufgrund der kriegsbedingten Einsparung der Kraftomnibuslinien, einen öffentlichen Verkehr auf der Bahnstrecke, wobei die Benützung auf Werksangehörige, Schwerbehinderte, Schüler sowie Beamte beschränkt war. 1958 wurde mit sechs täglichen Zugpaaren zusätzlich zum Kohleverkehr 105.000 Personen und 205.000 Tonnen Güter transportiert. 1960 fuhren planmäßig sogar täglich zwischen 4 und 20 Uhr sieben Güterzüge mit Personenbeförderung (GmP). Als Personenwagen kamen von der ÖBB übernommene Wagen zum Einsatz, die in die planmäßigen Kohlenzüge eingereiht wurden. Anfang der Siebziger-Jahre sank der Kohlenverkehr, sodass die Züge teilweise nur mit einem Personenwagen unterwegs waren. Dies war wirtschaftlich nicht tragbar, und somit wurde der Personenverkehr stark eingeschränkt und im Jahr 1975 komplett eingestellt.
Ende der Achtziger-Jahre fuhren täglich bis zu 4 Zugpaare auf der Strecke, bis 1992 das Ende der Kohleförderung beschlossen wurde. Der Kohlebergbau in Ampflwang endete 1995, und mit ihm wurde auch der planmäßige Verkehr auf der Ampflwanger Bahn eingestellt.

## Eingesetzte Fahrzeuge

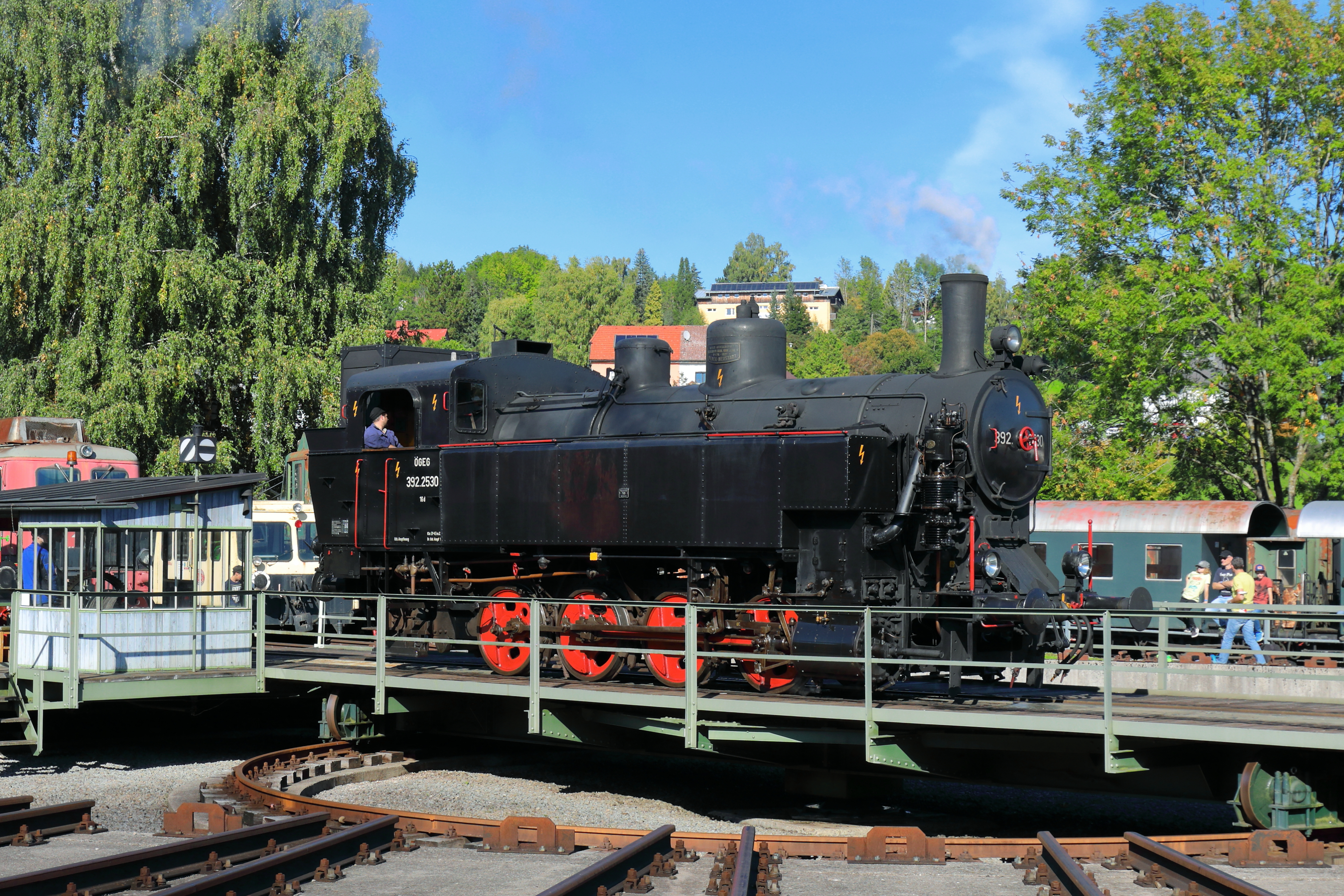
Die restaurierte Lok WTK 4 im Eisenbahn- und Bergbaumuseum Ampflwang

Nach der Umspurung auf Normalspur wurden zu Beginn zwei von Krauss Linz nach dem Muster der Reihe 178 gebaute D-n2t-Lokomotiven eingesetzt (Nr. 1, 1399/1925 & Nr. 2, 1400/1925), sowie eine D n2t-Dampflok von Hanomag mit der Fabriknummer 9976, ebenfalls Baujahr 1925.
Im Herbst 1944 wurde die Lokomotive Nr. 1 an die OKA Timelkam verkauft, als Ersatz wurde eine D-h2t-Dampflokomotive der Lokomotivfabrik Floridsdorf mit der Fabriknummer 9493/44 angeschafft, sie war nahezu baugleich mit der ÖBB-Reihe 392 und bekam fortan die Nr. 3.
Die Lok Nr. 2 blieb bis 1971 im Einsatz und wurde anschließend verschrottet.
Im Jahr 1966 erwarb die WTK von den ÖBB eine Lok der ÖBB-Reihe 392, die 392.2530, und ordnete sie als Nr. 4 in den Bestand ein. Diese blieb bis 1983 im Einsatz und wurde anschließend an die ÖGEG verkauft.
Der Dampfbetrieb endete 1973 mit der Beschaffung einer Diesellok der DR-Baureihe V 60 von LEW mit der Fabriknummer 13775/1973, sie bekam die Nummer V60-D1. Parallel dazu wurde die Lok WTK 3 außer Dienst gestellt und 1973 verschrottet. 1977 folgte eine zweite Lok nach demselben Baumuster, allerdings gebraucht mit der Fabriknummer 10925/1965, sie bekam die Nummer V60-D2.
Um die Kohlenbeförderung zu rationalisieren wurde 1989 von der Deutschen Bahn eine Lokomotive der Baureihe DB-Baureihe V 100 übernommen, die Lok mit der DB-Nummer 211 263 wurde zur V100-D3.
Nach Ende des Planbetriebs gingen sämtliche Dieselloks an die ÖGEG. V60-D1 ist im Lokpark Ampflwang zu besichtigen, V60-D2 wurde nach Deutschland verkauft und 2004 verschrottet. V100-D3 wurde sogar an die ÖBB verkauft und fungierte dort als Zweitbesetzung der beschädigten ÖBB 2048 001, sie kam später zur Salzburger Lokalbahn und ist dort als V83 im Einsatz.

## Museumsbahn

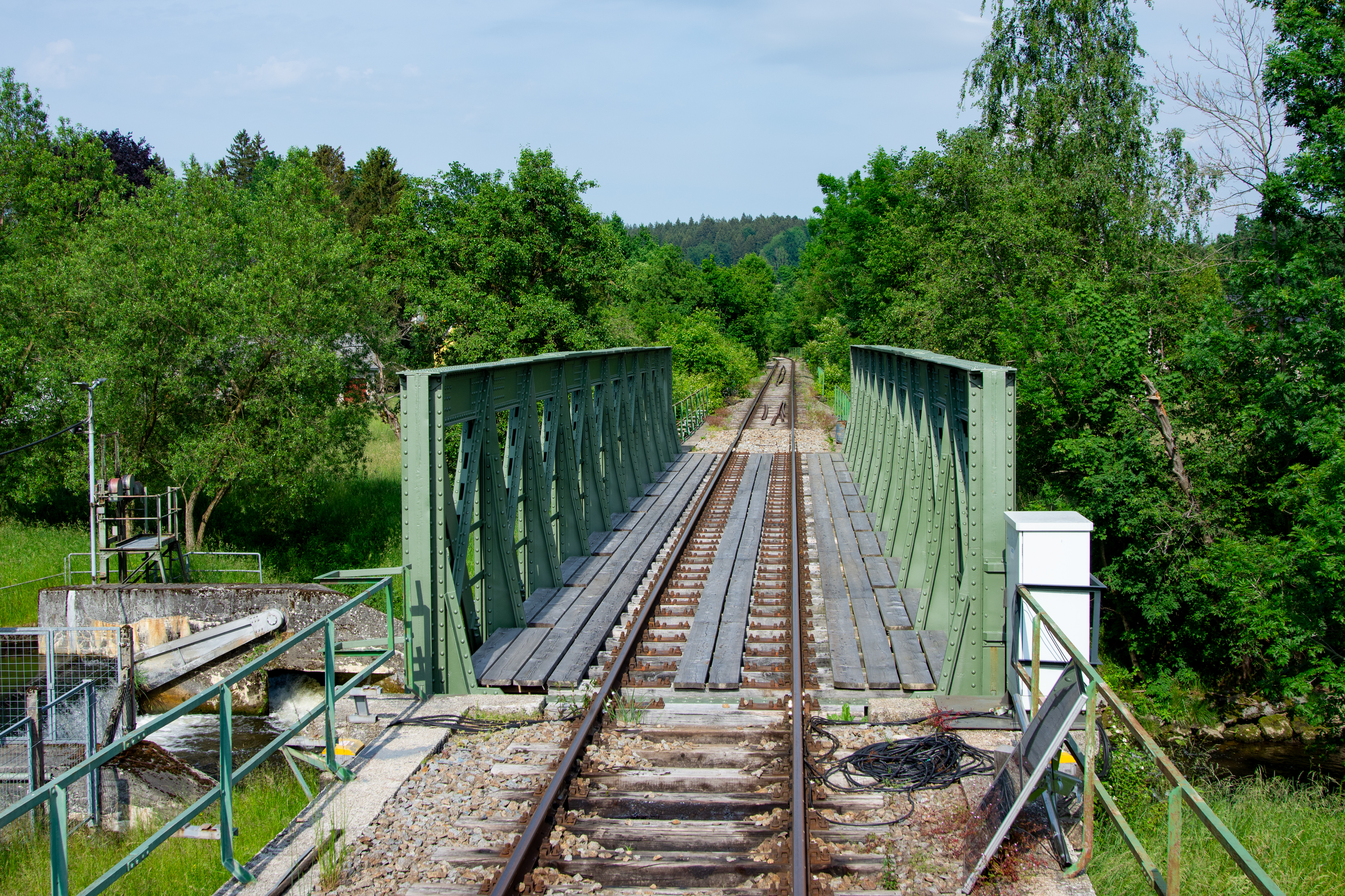
Vöcklabrücke nahe dem Bhf. Timelkam (2022)

Seit 1996 wird die Strecke von der Österreichischen Gesellschaft für Eisenbahngeschichte als Museumsbahn betrieben. Die Dampf- und Dieselzüge verkehren zwischen den Haltestellen Timelkam Energie AG und Ampflwang Museum. Bei Timelkam Energie AG kann die „Erlebniswelt Energie“ besichtigt werden.
Aufgrund der COVID-19-Pandemie und der damit einhergehenden vorübergehenden Sperre der Strecke für öffentliche Fahrten für über ein Jahr, wurde im Jahr 2020 mit einer weitreichenden Streckenerneuerung begonnen. So wurden unter anderem die Vöcklabrücke generalsaniert, neu beschichtet und verstärkt, einige hundert Meter Gleis erneuert und zwei Eisenbahnkreuzung-Sicherungsanlagen errichtet, um die Museumszüge weiterhin in gewohnter Qualität anbieten zu können.

## Landesausstellung 2006
Im Jahr 2006 fand die Oberösterreichische Landesausstellung Kohle und Dampf in Ampflwang statt. Die Bahnstrecke und mehrere historische Dampflokomotiven bildeten dabei, neben dem Bergbau in der Region Hausruck, einen der Schwerpunkte der Ausstellung. Zur Präsentation der Lokomotiven wurde ein 21-ständiger Ringlokschuppen errichtet, der seit Ende der Landesausstellung das Herzstück des nun in Ampflwang betriebenen ständigen Eisenbahnmuseums Lokpark Ampflwang darstellt.